# Donald Ray Matthews

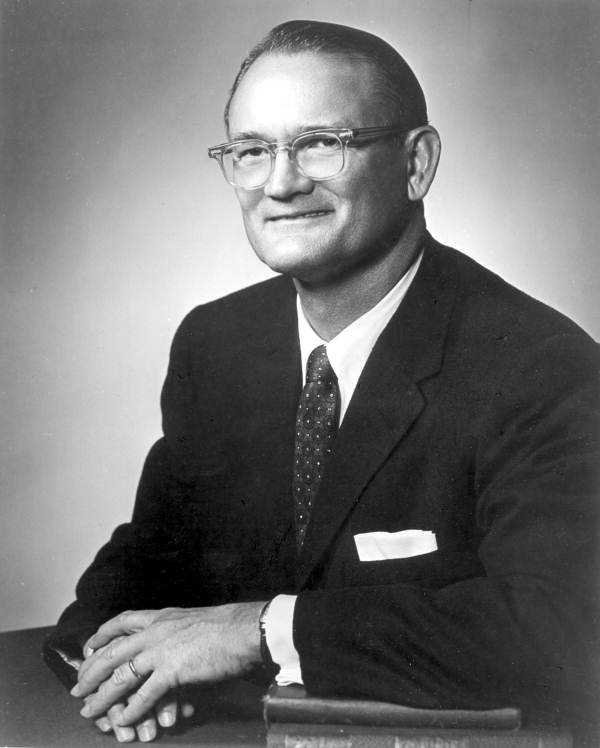
Donald Ray Matthews

Donald Ray „Billy“ Matthews (* 3. Oktober 1907 in Micanopy, Florida; † 26. Oktober 1997 in Gainesville, Florida) war ein US-amerikanischer Politiker. Er vertrat den Bundesstaat Florida im US-Repräsentantenhaus.

## Werdegang
Donald Matthews besuchte die öffentliche Schule in Hawthorne und graduierte 1929 an der University of Florida in Gainesville. In den Sommern zwischen 1928 und 1938 war er als Assistant State 4-H Agent tätig. Zwischen 1929 und 1935 unterrichtete er an den Schulen in Leesburg und Orlando. Danach war er Rektor der High School in Newberry. Diese Tätigkeit übte er nur von 1935 bis 1936 aus. Des Weiteren war Matthews 1935 Abgeordneter im Repräsentantenhaus von Florida. Anschließend war er von 1936 bis 1952 Mitglied der Verwaltungsbelegschaft der University of Florida.
Als der Zweite Weltkrieg ausbrach, verpflichtete er sich in der United States Army. Er diente dort von 1942 bis 1946 und wurde als Hauptmann (Captain) der Infanterie ausgemustert. Matthews wurde als Demokrat in den 83. und die sechs nachfolgenden Kongresse gewählt. Seine Amtszeit währte vom 3. Januar 1953 bis zum 3. Januar 1967. Bei seiner Kandidatur für den 90. Kongress im Jahr 1966 unterlag er in den Vorwahlen seiner Partei Don Fuqua.
Nach seiner Amtszeit im Kongress war er von 1967 bis 1969 Berater und Leiter des Landgemeindeentwicklungsdienstes (Rural Community Development Service) des US-Landwirtschaftsministeriums. Anschließend arbeitete er von 1969 bis 1977 als Lehrer für Politikwissenschaften am Santa Fe Community College. Matthews lebte bis zu seinem Tod am 26. Oktober 1997 in Gainesville. Er wurde in Hawthorne beigesetzt.